# Schebecke

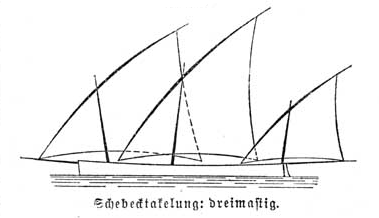
Dreimastige Schebeckentakelung

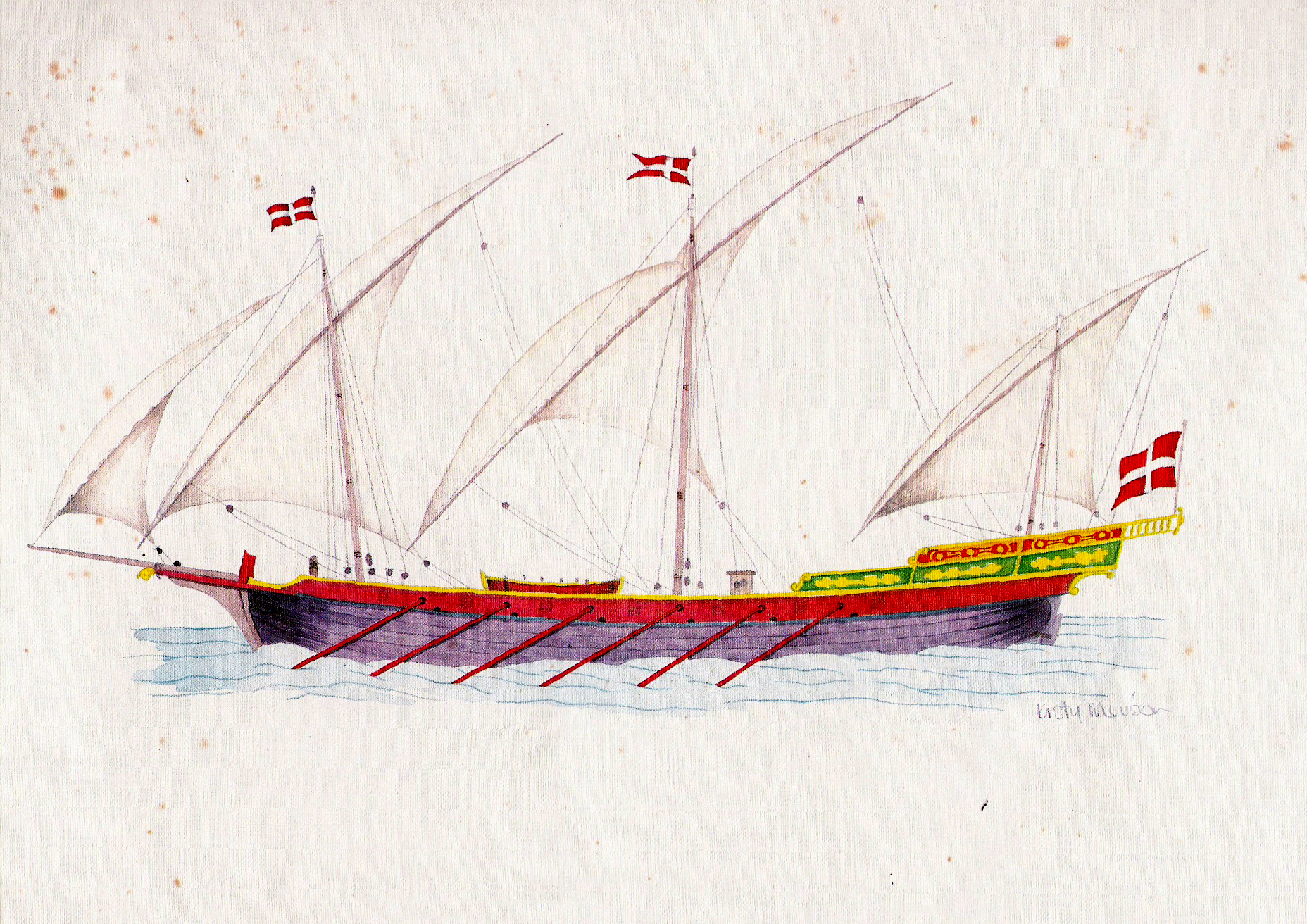
Johanniter-Schebecke mit Riemen („Rudern“)

Eine Schebecke (oder auch Chebeke, von türkisch şebeke mit der Bedeutung Netz, etwa Eisenbahn-, Telefonnetz, Netzwerk, auch: (Diebes-, Räuber-) Bande) war im 18. Jahrhundert ein im Mittelmeer vor allem von Piraten und von der französischen Marine gefahrenes Segelschiff.
Schebecken hatten einen Rumpf mit scharfem und über Wasser weit vorspringendem Bug und Heck. Daraus resultierte eine schlanke Rumpfform, die das Schiff sehr schnell und für Piraten attraktiv machte. Ursprünglich stammt dieser Schiffstyp aus dem Maghreb. Er breitete sich bis in den Ostseeraum aus, wo Schebecken auch von Schweden und Russen gefahren wurden.
Die Takelage bestand aus zwei, später auch drei geneigten Masten, an denen lateinische (dreieckige) Segel geführt wurden. Ab 1750 kamen Bugspriet und Klüverbaum und an den verlängerten Masten auch Rahsegel dazu. Eine Schebecke konnte aber auch gerudert werden. Das bis zu 40 m lange, 10 m breite und 3 m tiefgehende Schiff galt als der wesentlich seetüchtigere Nachfolger der Galeere. Schebecken waren als Kriegsschiffe mit 20 bis 40 Zwölfpfünder-Kanonen bewaffnet.